# Сенокосное (Ленинский район)
Сеноко́сное (до 1948 года Ильгери́-Кипча́к; укр. Сінокісне, крымскотат. İlgeri Qıpçaq, Ильгери Къыпчакъ) — исчезнувшее село в Ленинском районе Республики Крым, располагавшееся на юге района и Керченского полуострова, примерно в 8 км к юго-востоку от современного села Вулкановка.

## История
Первое документальное упоминание села встречается в Камеральном Описании Крыма… 1784 года, судя по которому, в последний период Крымского ханства Илгер-Кыпчак входил в Орта Керченский кадылык Кефинского каймаканства. После присоединения Крыма к России (8) 19 апреля 1783 года, (8) 19 февраля 1784 года, именным указом Екатерины II сенату, на территории бывшего Крымского Ханства была образована Таврическая область и деревня была приписана к Левкопольскому, а после ликвидации в 1787 году Левкопольского — к Феодосийскому уезду Таврической области. После Павловских реформ, с 1796 по 1802 год, входила в Акмечетский уезд Новороссийской губернии. По новому административному делению, после создания 8 (20) октября 1802 года Таврической губернии, Ильгери-Кипчак был включён в состав Кадыкелечинской волости Феодосийского уезда.
По Ведомости о числе селений, названиях оных, в них дворов… состоящих в Феодосийском уезде от 14 октября 1805 года, деревня записана как Эльгеры-Кипчак-Алчин (вместе с Атан-Алчин и Ильгеры-Кипчак), в которой числилось 19 дворов и 143 жителя. На военно-топографической карте генерал-майора Мухина 1817 года деревни обозначены как один Алчин с 21 двором. После реформы волостного деления 1829 года Эльгери Кипчак, согласно «Ведомости о казённых волостях Таврической губернии 1829 года», отнесли к Чалтемирской волости (переименованной из Кадыкелечинской). Затем, видимо, в результате эмиграции крымских татар, деревня заметно опустела и на карте 1836 года в деревне 9 дворов, а на карте 1842 года Ильгеры Кипчак обозначен условным знаком «малая деревня» (это означает, что в нём насчитывалось менее 5 дворов).
В 1860-х годах, после земской реформы Александра II, деревню приписали к Сарайминской волости. Согласно «Списку населённых мест Таврической губернии по сведениям 1864 года», составленному по результатам VIII ревизии 1864 года, Эльгеры-Кипчак — владельческая татарская деревня с 15 дворами, 78 жителями и мечетью при колодцах. По обследованиям профессора А. Н. Козловского начала 1860-х годов, в селении колодцев не было, имелись только ауты, которые высыхали в течение лета (Аут — небольшой пруд в степном Крыму, наполнявшийся дождевой и талой водой). На трёхверстовой карте Шуберта 1865—1876 годов в деревне Ильгеры-Кипчак обозначено 12 дворов. По «Памятной книге Таврической губернии 1889 года», включившей результаты Х ревизии 1887 года, в деревнях Ильгери-Кипчак и Конрат вместе числилось 42 двора и 245 жителей.
После земской реформы 1890-х годов деревню передали в состав Петровской волости. По «…Памятной книжке Таврической губернии на 1892 год» в безземельной деревне Ильгери-Кипчак, не входившей ни в одно сельское общество, числилось 169 жителей, домохозяйств не имеющих. На верстовой карте Крыма 1896 года в селении обозначено 47 дворов с татарским населением и мечеть. По «…Памятной книжке Таврической губернии на 1902 год» в деревне Ильгеры-Кипчак, входившей в Джапар-Бердынское сельское общество, числилось 200 жителей в 31 домохозяйстве. По Статистическому справочнику Таврической губернии. Ч.II-я. Статистический очерк, выпуск пятый Феодосийский уезд, 1915 год, в деревне Ильгери-Кипчак Петровской волости Феодосийского уезда числилось 48 дворов (6 дворов с землёй, 42 — безземельные) с татарским населением в количестве 116 человек приписных жителей и 67 «посторонних», из которых 121 мужчинаи 102 женщины. Жители владели 605 десятинами удобной земли. В хозяйствах имелось 233 лошади, 182 вола, 59 коров и 1372 головы овец, свиней, или коз.
После установления в Крыму Советской власти, по постановлению Крымревкома, 25 декабря 1920 года был образован Керченский (степной) уезд, а, постановлением ревкома № 206 «Об изменении административных границ» от 8 января 1921 года была упразднена волостная система и село вошло в состав Петровского района Керченского уезда, а в 1922 году уезды получили название округов. 11 октября 1923 года, согласно постановлению ВЦИК, в административное деление Крымской АССР были внесены изменения, в результате которых округа были отменены, Петровский район упразднили, влив в Керченский район. Согласно Списку населённых пунктов Крымской АССР по Всесоюзной переписи 17 декабря 1926 года, в селе Ильгеры-Кипчак Харджибиенского сельсовета Керченского района, числился 41 двор, все крестьянские, а население составляло 197 человек, из них 169 татар, 21 русский, 7 болгар; в селе действовала татарская школа I ступени (пятилетка). Постановлением ВЦИК «О реорганизации сети районов Крымской АССР» от 30 октября 1930 года (по другим сведениям 15 сентября 1931 года) Керченский район упразднили и село включили в состав Ленинского. На подробной карте РККА Керченского полуострова 1941 года в селении отмечено 32 двора.
В 1944 году, после освобождения Крыма от фашистов, согласно постановлению ГКО № 5859 от 11 мая 1944 года, 18 мая крымские татары были депортированы в Среднюю Азию. С 25 июня 1946 года селение в составе Крымской области РСФСР. Указом Президиума Верховного Совета РСФСР от 18 мая 1948 года Кипчак переименовали в Сенокосное. Исключено из учётных данных в 1952 году, судя по доступным источникам, в связи с организацией Керченского полигона.

### Динамика численности населения
| - 1805 год — 143 чел. - 1864 год — 78 чел. - 1889 год — 245 чел. - 1892 год — 169 чел. | - 1902 год — 200 чел. - 1915 год —116/67 чел. - 1926 год — 197 чел. |